# Ayenia hirta
Ayenia hirta är en malvaväxtart som beskrevs av A. St.-hil. och Naud.. Ayenia hirta ingår i släktet Ayenia och familjen malvaväxter. Inga underarter finns listade i Catalogue of Life.